# Sébastien Pocognoli
Sébastien Pocognoli (ur. 1 sierpnia 1987 w Seraing) – belgijski piłkarz pochodzenia włoskiego występujący na pozycji lewego obrońcy.

## Kariera klubowa
Sébastien Pocognoli w 2002 roku podjął treningi w młodzieżowej drużynie Standardu Liège. Następnie trafił do KRC Genk, w barwach którego zadebiutował w sezonie 2003/2004 w wieku szesnastu lat. W kolejnych rozgrywkach belgijski zawodnik nie rozegrał ani jednego meczu w Eerste klasse, natomiast podczas sezonu 2005/2006 brał udział w piętnastu ligowych pojedynkach. Miejsce w podstawowej jedenastce swojej drużyny Pocognoli wywalczył sobie w sezonie 2006/2007, kiedy to wystąpił w 30 meczach i razem z KRC Genk sięgnął po tytuł wicemistrza kraju.
22 czerwca 2007 roku belgijski zawodnik podpisał pięcioletni kontrakt z AZ Alkmaar. W Eredivisie zadebiutował 18 sierpnia w zwycięskim 4:0 pojedynku z VVV Venlo. W linii obrony Pocognoli grał wówczas u boku takich graczy jak Barry Opdam, Kew Jaliens, Ryan Donk, Héctor Moreno oraz Grétar Steinsson. Sezon 2007/2008 AZ zakończył jednak dopiero na 11. miejscu w Eredivisie, a Pocognoli wziął udział w 30 spotkaniach. W kolejnych rozgrywkach Belg razem ze swoją drużyną zdobył mistrzostwo Holandii oraz triumfował w krajowym superpucharze.
26 stycznia 2010 roku Pocognoli odszedł do Standardu Liège, w którym rozpoczynał piłkarską karierę. Kwota transferu wyniosła 2,2 miliona euro, a umowa została podpisana na 4,5 roku. Następnie występował w takich klubach jak Hannover 96, West Bromwich Albion i Brighton & Hove Albion. W 2017 wrócił do Standardu. Karierę kończył w 2021 roku jako piłkarz Royale Union Saint-Gilloise.
| Sezon     | Klub                        | Kraj     | Rozgrywki       | Mecze | Gole |
| --------- | --------------------------- | -------- | --------------- | ----- | ---- |
| 2003/2004 | KRC Genk                    | Belgia   | Eerste klasse A | 1     | 0    |
| 2004/2005 | KRC Genk                    | Belgia   | Eerste klasse A | 0     | 0    |
| 2005/2006 | KRC Genk                    | Belgia   | Eerste klasse A | 15    | 1    |
| 2006/2007 | KRC Genk                    | Belgia   | Eerste klasse A | 30    | 0    |
| 2007/2008 | AZ Alkmaar                  | Holandia | Eredivisie      | 28    | 2    |
| 2008/2009 | AZ Alkmaar                  | Holandia | Eredivisie      | 25    | 2    |
| 2009/2010 | AZ Alkmaar                  | Holandia | Eredivisie      | 11    | 1    |
| 2009/2010 | Standard Liège              | Belgia   | Eerste klasse A | 10    | 1    |
| 2010/2011 | Standard Liège              | Belgia   | Eerste klasse A | 34    | 1    |
| 2011/2012 | Standard Liège              | Belgia   | Eerste klasse A | 33    | 0    |
| 2012/2013 | Standard Liège              | Belgia   | Eerste klasse A | 9     | 0    |
| 2012/2013 | Hannover 96                 | Niemcy   | Bundesliga      | 11    | 0    |
| 2013/2014 | Hannover 96                 | Niemcy   | Bundesliga      | 19    | 0    |
| 2014/2015 | West Bromwich Albion        | Anglia   | Premier League  | 15    | 0    |
| 2015/2016 | West Bromwich Albion        | Anglia   | Premier League  | 1     | 0    |
| 2016/2017 | Brighton & Hove Albion      | Anglia   | Championship    | 20    | 1    |
| 2017/2018 | Standard Liège              | Belgia   | Eerste klasse A | 24    | 2    |
| 2018/2019 | Standard Liège              | Belgia   | Eerste klasse A | 8     | 0    |
| 2019/2020 | Standard Liège              | Belgia   | Eerste klasse A | 0     | 0    |
| 2019/2020 | Royale Union Saint-Gilloise | Belgia   | Eerste klasse B | 4     | 0    |
| 2020/2021 | Royale Union Saint-Gilloise | Belgia   | Eerste klasse B | 2     | 0    |

## Kariera reprezentacyjna
Pocognoli ma za sobą występy w reprezentacji Belgii do lat 21, z którą w 2007 roku dotarł do półfinału mistrzostw Europy juniorów. Łącznie zaliczył dla niej 17 występów i strzelił 1 gola. W seniorskiej reprezentacji zadebiutował 30 maja 2008 roku w przegranym 1:3 towarzyskim meczu z Włochami, kiedy to rozegrał pełne 90 minut.
Następnie Pocognoli znalazł się w kadrze na Igrzyska Olimpijskie w Pekinie. Belgowie w turnieju piłkarskim zajęli 4. miejsce, przegrywając w meczu o brązowy medal z Brazylią 0:3. Na igrzyskach Pocognoli był podstawowym zawodnikiem swojej drużyny narodowej i wystąpił we wszystkich 6 spotkaniach.